# Casa (Mao e la Rivoluzione)
Casa è il secondo disco del gruppo musicale italiano Mao e la Rivoluzione, pubblicato dalla Virgin Music il 13 ottobre 1997. Per via della partecipazione al Festival di Sanremo con la canzone Romantico, il nome della band viene abbreviato in Mao. Il disco rappresenta il secondo ed ultimo disco di Mao insieme alla formazione Mao e la Rivoluzione.

## Tracce
1. Stringimi – 3:33 (testo: Mauro Gurlino, Luca Ragagnin - musica: Mauro Gurlino, Matteo Salvadori)
2. Bolla di sapone – 4:44 (testo: Mauro Gurlino - musica: Mauro Gurlino, Matteo Salvadori)
3. Chinese take-away – 4:14 (testo: Mauro Gurlino, Luca Ragagnin - musica: Mauro Gurlino, Matteo Salvadori)
4. Romantico – 2:50 (testo: Mauro Gurlino, Luca Ragagnin - musica: Mauro Gurlino, Matteo Salvadori)
5. Prima che sia troppo tardi – 1:41 (testo: Mauro Gurlino, Luca Ragagnin - musica: Mauro Gurlino, Matteo Salvadori)
6. Sogni d'oro – 3:03 (testo: Mauro Gurlino, Luca Ragagnin - musica: Mauro Gurlino, Matteo Salvadori)
7. Pazzo di te – 3:20 (testo: Mauro Gurlino, Luca Ragagnin - musica: Mauro Gurlino, Matteo Salvadori)
8. Il mare di Tokyo – 1:51 (musica: Mauro Gurlino, Matteo Salvadori)
9. La moglie del soldato – 3:32 (testo: Mauro Gurlino - musica: Mauro Gurlino, Matteo Salvadori)
10. Colazione – 1:45 (testo: Mauro Gurlino - musica: Mauro Gurlino, Matteo Salvadori)
11. Solo quando piove – 3:53 (testo: Mauro Gurlino, Luca Ragagnin - musica: Mauro Gurlino, Matteo Salvadori)
12. Satelliti – 4:20 (testo: Mauro Gurlino, Luca Ragagnin - musica: Mauro Gurlino, Matteo Salvadori)
13. Casa – 2:58 (musica: Mauro Gurlino, Matteo Salvadori)

## Singoli
Singoli (CD)
- 1997 - Stringimi
- 1998 - Chinese take away

Singoli (Promo 7")
- 1997 - Spice Girls / Mao - Spice Up Your Life / Romantico

Singoli (Promo CD)
- 1997 - Stringimi
- 1997 - Romantico
- 1998 - Satelliti

## Videoclip
- 1997 - Romantico (regia di Lorenzo Vignolo)[1]
- 1997 - Satelliti (regia di Lorenzo Vignolo)[2]
- 1998 - Chinese take-away (regia di Lorenzo Vignolo)[3]
- 2022 - Stringimi #25 (feat. Bianco) (regia di Mattia Martino)[4]

## Formazione
- Mauro ‘Mao’ Gurlino - voce, chitarra acustica
- Matteo Salvadori - chitarra elettrica
- Gianluca ‘Mago’ Medina - basso
- Paolo ‘Gep’ Cucco - batteria, campionatore

## Crediti
- Preproduzione: Ala di Stura (Torino) e Racca (Cuneo)
- Produzione esecutiva: Valerio Soave per Mescal
- Masterizzato al Profile Studio (Milano) da Paul Libson
- Assistente alla produzione esecutiva: Lucio Serra
- Segretarie di produzione: Luisa Cavalleris, Manuela Longhi
- Fotografie: Stefano Giovannini
- Fotografie delle case: Paolo ‘Gep’ Cucco
- Design: Giacomo Spazio al Re Media 1997!
- Testi e musica di Mao e la Rivoluzione
- Collaborazione ai testi: Barbara Buzzi, Federico Begey Bersano, Luca Ragagnin
- Trastevere Remix è cantata da Piero Pierrot delle Nuove Tribù Zulu
- La voce parlata de Il Mare di Tokyo è di Yuki Michimaru

## Curiosità
- La canzone Chinese take-away è presente nel film Abbiamo solo fatto l'amore (1998) di Fulvio Ottaviano.
- Il videoclip della canzone Chinese take-away ha vinto il premio come miglior videoclip overground al Meeting delle etichette indipendenti del 1998.
- La canzone Satelliti è stata inserita da Indie for Bunnies nella top 10 dei brani indie-rock italiani pubblicati da outsiders negli anni novanta.[5]
- Il 13 ottobre 2022, a venticinque anni esatti dalla pubblicazione del disco Casa, Mao pubblica a sorpresa il videoclip di Stringimi #25, registrato in duetto con Bianco e girato ai Murazzi del Po di fronte allo storico Giancarlo.